# Antonius Natalis (Verschwörer)
Antonius Natalis war ein im 1. Jahrhundert n. Chr. lebender Angehöriger des römischen Ritterstandes (Eques). Laut Tacitus war er einer der Verschwörer gegen Nero (siehe Pisonische Verschwörung), gestand aber die Verschwörung ein und blieb daher unbestraft.